# 地蔵寺 (京都市)
地蔵寺（じぞうじ）は、京都市西京区桂春日町にある浄土宗の寺院。山号は久遠山。本尊は地蔵菩薩。京都六地蔵めぐりの第三番札所であり、通称を桂地蔵と称する。

## 歴史
当寺は南北朝時代の暦応2年（1339年）に、光厳天皇の勅許を受けた虎関師錬により無関普門（大明国師）の塔所として創建されたものであるという。
当寺の本尊である地蔵菩薩像は、平安時代初めに小野篁が一度冥土へ行った際に生身の地蔵菩薩を拝んだことで蘇り、その後一木から六体の地蔵菩薩像を彫りだしたうちの一つという伝説がある。この本尊は桂地蔵とも姉井地蔵とも呼ばれている。その後、保元2年（1157年）に平清盛により当地に創建された地蔵堂に祀られていたものであるという。
江戸時代の慶長7年（1602年）に細川幽斎によって再興された。

## 境内
- 地蔵堂 - 本堂。
- 方丈 - 襖絵は長谷川等伯の筆で重要文化財である。
- 庫裏
- 薬師堂
- 山門 - 冠木門だが冠木の部分はない。

## 文化財

### 重要文化財
- 襖絵 - 長谷川等伯の筆。

## 前後の札所
京都洛西観音霊場
22 常楽寺　-　23 地蔵寺　-　24 来迎寺
通称寺の会（桂地蔵）
京都六地蔵巡り第三番札所

## 所在地
- 京都府京都市西京区桂春日町9

## アクセス
- 阪急京都本線・嵐山線 桂駅より徒歩約9分